# باتوشوو
باتوشوو (به بلغاری: Batoshevo) یک منطقهٔ مسکونی در بلغارستان است که در شهرستان سولیوو واقع شده‌است.